# Allotinus corbeti
Allotinus corbeti är en fjärilsart som beskrevs av John Nevill Eliot 1956. Allotinus corbeti ingår i släktet Allotinus och familjen juvelvingar. Inga underarter finns listade i Catalogue of Life.